# باشگاه فوتبال گوآ
باشگاه فوتبال گوآ یک تیم فوتبال است که در سال ۲۰۱۴ مارگائو، گوا در هند تأسیس شد. این تیم در سوپر لیگ فوتبال هند بازی می‌کند. این باشگاه اولین باشگاه هندی است که به مرحله گروهی مسابقات لیگ قهرمانان آسیا راه یافته و در لیگ قهرمانان آسیا ۲۰۲۱ با تیم‌های پرسپولیس، الریان قطر و الوحده امارات در گروه E هم‌گروه شده‌است. 
باشگاه فوتبال گوا در ماه اوت ۲۰۱۴ تأسیس شد و به این تیم لقب گاومیش هندی داده شده‌است. رقابت‌های خانگی این باشگاه در ورزشگاه فاتوردا در مارگائو انجام می‌شود. نخستین سرمربی این باشگاه، مربی سرشناس برزیلی، زیکو بود و از شاخص‌ترین بازیکنان این تیم در دو فصل اول می‌توان به رابرت پیرس و لوسیو اشاره کرد.

## افتخارات
- سوپر لیگ فوتبال هند
  - قهرمانی (۱): ۲۰۱۹/۲۰
  - نایب قهرمانی (۲): ۲۰۱۵، ۲۰۱۸/۱۹
- سوپرجام هند
- قهرمانی (۱): ۲۰۱۹
- لیگ حرفه ای ایالت گوا
  - قهرمانی (۱): ۲۰۱۸/۱۹
- جام پلیس ایالت گوا
  - قهرمانی (۱): ۲۰۱۹